# Electric
| Críticas profissionais | Críticas profissionais |
| Avaliações da crítica  | Avaliações da crítica  |
| Fonte                  | Avaliação              |
| ---------------------- | ---------------------- |
| AllMusic               | [ 2 ]                  |
| Rolling Stone          | (médio) link           |
| Robert Christgau       | B+                     |

Electric é o terceiro álbum da banda britânica The Cult, lançado em Abril de 1987.
Electric marcou uma mudança deliberada de estilo de uma banda de rock gótico para uma de hard rock. Rick Rubin, o produtor de Electric, foi contratado para refazer o som da banda, num esforço para capitalizar e acompanhar a popularidade de hard rock e heavy metal na década de 1980. O álbum foi apresentado no livro 1001 Albums You Must Hear Before You Die (pt.: 1001 Álbuns que Tem de Ouvir Antes de Morrer).
Em 2013, o álbum foi relançado como um CD duplo, sob o título Electric Peace, com um disco com o álbum original e o segundo contendo o álbum Peace gravado durante as "Manor Sessions".

## Produção
Após o sucesso do seu segundo álbum, Love, a banda começou a trabalhar num novo álbum com o produtor Steve Brown. No verão de 1986, gravaram doze faixas no estúdio Manor, em Oxfordshire. Estas "Manor Sessions" (nome pelo qual ficaram conhecidas), foram a base de um novo álbum, provisoriamente intitulado Peace. No entanto, no final das sessões de gravação, a banda não estava satisfeita com o som, e começaram a procurar um novo produtor. A banda acabou por escolher Rick Rubin, conhecido por produzir álbuns para artistas de hip hop, como os Beastie Boys, e para a banda de Thrash metal Slayer. Com uma pequena diferença na ordem das faixas, essas novas gravações tornaram-se no álbum Electric.
Apesar de todas as doze faixas das "Manor Sessions" terem sido retiradas inicialmente, quatro delas iriam se transformar em lados B de singles de Electric. Cinco delas (Love Removal Machine / Wild Flower / Electric Ocean / Outlaw / Bad Fun) apareceram numa edição limitada em EP - The Manor Sessions. Eventualmente, com o lançamento de Rare Cult em 2000, o resto do álbum de inéditos produzidos por Steve Brown foi disponibilizado. Em 2013 todas as canções foram finalmente disponibilizadas para o grande publico, como parte do álbum duplo Electric Peace.

## Faixas
Todas as canções escritas por Ian Astbury e Billy Duffy, excepto quando anotado.
1. "Wild Flower" – 3:39
2. "Peace Dog" – 3:35
3. "Lil' Devil" – 2:48
4. "Aphrodisiac Jacket" – 4:10
5. "Electric Ocean" – 2:50
6. "Bad Fun" – 3:33
7. "King Contrary Man" – 3:32
8. "Love Removal Machine" – 4:17
9. "Born to Be Wild" (Mars Bonfire) – 3:55
10. "Outlaw" – 2:52
11. "Memphis Hip Shake" – 4:00

### "Manor Sessions" /Peace
Todas as faixas aparecem em Rare Cult de 2000. Faixas 1, 2, 5, 6, e 10 aparecem primeiro em  The Manor Sessions um EP de 1988. Faixas 7-9, e 11 foram Lados B e singles de Electric de 1987.
1. "Love Removal Machine"
2. "Wild Flower"
3. "Peace Dog"
4. "Aphrodisiac Jacket"
5. "Electric Ocean"
6. "Bad Fun"
7. "Conquistador"
8. "Zap City"
9. "Love Trooper"
10. "Outlaw"
11. "Groove Co."
12. "Walk My Way"

## Pessoal
- Ian Astbury – voz
- Billy Duffy – Guitarra
- Jamie Stewart  - baixo
- Les Warner – bateria

## Na cultura popular
- A canção "Love Removal Machine" aparece no jogo Guitar Hero: World Tour.
- A canção "Bad Fun" aparece no jogo Tony Hawk's Pro Skater 4.
- A canção "Wildflower" fez parte da trilha sonora do filme The Business.
- A canção "Lil Devil" fez parte do filme Less Than Zero. Rick Rubin também produziu a banda sonora do filme. A canção também é usada num episódio (Table Stakes) de CSI: Crime Scene Investigation.
- A canção "Aphrodisiac Jacket" aparece no filme White Water Summer.
- A canção "Zap City" faz parte do filme Buffy the Vampire Slayer.